# Кристина Гессенская
Кристина Гессенская (нем. Christine von Hessen; 29 июня 1543, Кассель — 13 мая 1604, Киль, Гольштейн-Глюкштадт) — принцесса Гессенская, в замужестве герцогиня Гольштейн-Готторпская.

## Биография
Кристина — дочь ландграфа Гессенского Филиппа I и его супруги Кристины Саксонской, дочери герцога Георга Саксонского. Мать Кристины умерла, когда девочке шёл только шестой год. Кристина получила строгое реформатское воспитание у своей тётки Елизаветы Гессенской, вдовы герцога Георга Саксонского. В 1543 году её руки добивался король Швеции Эрик XIV, но отец Кристины выбрал в супруги дочери доверенное лицо.
17 декабря 1564 года в замке Готторп Кристина вышла замуж за герцога Адольфа Шлезвиг-Готторпского. Свадьба превратилась в грандиозную попойку, многие гости вообще не появились на торжестве. Вскоре после бракосочетания в первый день нового 1565 года флигель замка Готторп, где проживали новобрачные, полностью выгорел вместе с их личным имуществом. Брак позволил Адольфу укрепить связи с протестантскими князьями Германии.
Кристина целенаправленно занималась воспитанием детей. Герцогиня покровительствовала церковному и школьному образованию и поддерживала стипендиями студентов теологических факультетов. Она занималась медициной и составляла собственные лекарства. После смерти мужа Кристина взяла на себя защиту интересов династии. Она поддерживала сына Филиппа в его борьбе с сословиями за герцогский титул. Кристина жила в кильском замке, переданном ей её сыновьями.

## Потомки
- Фридрих II (1568—1587), герцог Шлезвиг-Гольштейн-Готторпский
- София (1569—1634), замужем за герцогом Иоганном VII Мекленбург-Шверинским (1558—1592)
- Филипп (1570—1590), герцог Шлезвиг-Гольштейн-Готторпский
- Кристина (1573—1625), замужем за королём Швеции Карлом IX (1550—1611)
- Елизавета (1574—1587)
- Иоганн Адольф (1575—1616), архиепископ Бременский, князь-епископ Любека, герцог Шлезвиг-Гольштейн-Готторпский, женат на принцессе Августе Датской (1580—1639)
- Анна (1575—1625), замужем за графом Энно Восточнофризским (1563—1625)
- Кристиан (1576—1577), умер в младенчестве
- Агнес (1578—1627)
- Иоганн Фридрих (1579—1634), архиепископ Бременский, епископ Верденский